# Dasypeltis atra
Dasypeltis atra är en ormart som beskrevs av Sternfeld 1912. Dasypeltis atra ingår i släktet Dasypeltis och familjen snokar. Inga underarter finns listade i Catalogue of Life. Artepitetet i det vetenskapliga namnet är bildat av det latinska ordet ater (mörk/svart).
Denna orm kan ha en svart, brun eller rödaktig ovansida.
Arten förekommer i östra Afrika från Sydsudan och Etiopien till Rwanda och Tanzania. Honor lägger cirka 14 ägg per tillfälle. Arten lever i bergstrakter mellan 1000 och 2800 meter över havet. Habitatet utgörs av savanner, andra gräsmarker och skogar. Fortplantningen sker under alla årstider.
Beståndet påverkas i viss mån av jordbruksmark som förstör fåglarnas bon på marken vad som medför matbrist för orman. Hela populationen anses vara stor. IUCN listar arten som livskraftig (LC).